# Paraphlomideae
Paraphlomideae Bendiksby, 2011 è una tribù di piante spermatofite dicotiledoni appartenenti alla famiglia delle Lamiaceae (ordine Lamiales).

## Etimologia
Il nome della tribù deriva dal suo genere tipo: Paraphlomis, la cui etimologia è formata da due parole greche: "para" ( prefisso greco che significa a fianco, vicino) e "phlogoj" ( = fiamma). Il nome scientifico della tribù è stato definito dalla botanica contemporanea Mika Bendiksby nella pubblicazione "Taxon; Official News Bulletin of the International Society for Plant Taxonomy. Utrecht - 60(2): 481." del 2011.

## Descrizione
- Il portamento delle specie di questa tribù è erbaceo rizomatoso, ma anche subarbustivo. Alcune specie sono perenni tuberose e stolonifere (Matsumurella e Ajugoides)). L'indumento è formato da peli semplici non lanosi.[7][8][9][10][11]
- Le foglie lungo il caule sono disposte in modo opposto; normalmente sono dentate e picciolate con forme ellittiche attenuate verso la base. In alcune specie (Ajugoides) sono raccolte nelle parti estreme degli steli. La consistenza della lamina può essere coriacea e membranosa.
- Le infiorescenze sono di tipo tirsoide o raramente sono racemose; in alcuni casi (Ajugoides) sono corte e dense. Inoltre sono formate da verticilli ascellari sovrapposti. Ogni verticillo è composto da più fiori (3 - 4 in Matsumurella) disposti circolarmente poggianti su due grandi brattee fogliose a forma lanceolata (o semplicemente delle foglie) lievemente staccate dall'infiorescenza vera e propria ma comunque sub-sessili. Le brattee del verticillo seguente sono disposte in modo alternato. Nell'infiorescenza sono anche presenti delle bratteole.
- I fiori sono ermafroditi, zigomorfi, tetrameri (4-ciclici), ossia con quattro verticilli (calice – corolla - androceo – gineceo) e pentameri (5-meri: la corolla e il calice sono a 5 parti). Sono inoltre omogami (autofecondanti).

- Formula fiorale. Per la famiglia di queste piante viene indicata la seguente formula fiorale:

X, K (5), [C (2+3), A 2+2] G (2), (supero), drupa, 4 nucule
- Calice: il calice, gamosepalo è persistente con forme da campanulate a tubulose o obconiche. Il calice termina con 5 lobi uguali o subuguali dalle forme ampiamente triangolari alla base; all'apice sono mucronati, talvolta anche spinescenti. In qualche caso i lobi sono poco evidenti. La superficie si presenta con 5 - 10 venature.

- Corolla: la corolla, gamopetala e zigomorfa, alla base ha la forma di un tubo e termina con due evidenti labbra con 4 lobi totali (raggruppamento 1/3), se i lobi sono 5 allora il raggruppamento è 2/3. Il labbro superiore (quello posteriore), è lungo ed ha la forma di un cappuccio (in alcune specie può essere piatto) a volte densamente peloso (ma non barbuto); quello inferiore è più o meno patente disposto a 90°, e termina con tre lobi (generalmente quello centrale è più evidente); i lobi sono arrotondati e interi. In alcune specie le fauci internamente sono circondate da un anello di peli obliqui per impedire l'accesso ad insetti più piccoli e non adatti all'impollinazione. I colori della corolla sono rosa, bianco, purpureo o giallo. Lunghezza della corolla: 8 - 22 mm.

- Androceo: l'androceo possiede quattro stami didinami (quelli anteriori sono più lunghi) tutti fertili e inclusi nella corolla (Matsumurella) e posizionati sotto il labbro superiore, o appena sporgenti dalla stessa. I filamenti sono complanari, più o meno pelosi e sono adnati alla corolla. Le antere sono ravvicinate a coppie e sono biloculari; sono glabre o con ghiandole sessili. Le teche sono poco distinte, parallele o strettamente divergenti; la deiscenza è logitudinale; in qualche caso sono pubescenti. I granuli pollinici sono del tipo tricolpato o esacolpato. Il nettario è ricco di sostanze zuccherine ed ha la forma di un anello o una cupola.

- Gineceo: l'ovario è supero formato da due carpelli saldati (ovario bicarpellare) ed è 4-loculare per la presenza di falsi setti. La placentazione è assile. Gli ovuli sono 4 (uno per ogni presunto loculo), hanno un tegumento e sono tenuinucellati (con la nocella, stadio primordiale dell'ovulo, ridotta a poche cellule). Lo stilo inserito alla base dell'ovario (stilo ginobasico) è del tipo filiforme ed è incluso nella corolla. Lo stigma è bifido con lobi subuguali o ineguali.

- Il frutto è uno schizocarpo composto da 1 - 4 nucule con forme obovoidi o trigone, arrotondate e troncate o subtroncate all'apice; la superficie può essere liscia, glabra o ricoperta da peli ghiandolari (a volte anche semplici). I frutti spesso rilasciano i semi con facilità (sono fragili).

## Riproduzione
- Impollinazione: l'impollinazione avviene tramite insetti tipo ditteri e imenotteri (impollinazione entomogama).[10]
- Riproduzione: la fecondazione avviene fondamentalmente tramite l'impollinazione dei fiori (vedi sopra).
- Dispersione: i semi cadendo a terra (dopo essere stati trasportati per alcuni metri dal vento – disseminazione anemocora) sono successivamente dispersi soprattutto da insetti tipo formiche (disseminazione mirmecoria).[14] I semi hanno una appendice oleosa (elaisomi, sostanze ricche di grassi, proteine e zuccheri) che attrae le formiche durante i loro spostamenti alla ricerca di cibo.[15]

## Distribuzione e habitat
Le specie di questa tribù hanno una distribuzione asiatica orientale con habitat tipici delle foreste e pendii collinari tropicali e subtropicali indonesiani o delle foreste montane giapponesi (Ajugoides humilis).

## Tassonomia
La famiglia di appartenenza della tribù (Lamiaceae), molto numerosa con circa 250 generi e quasi 7000 specie, ha il principale centro di differenziazione nel bacino del Mediterraneo e sono piante per lo più xerofile (in Brasile sono presenti anche specie arboree). Per la presenza di sostanze aromatiche, molte specie di questa famiglia sono usate in cucina come condimento, in profumeria, liquoreria e farmacia. La famiglia è suddivisa in 7 sottofamiglie; la tribù Paraphlomideae appartiene alla sottofamiglia Lamioideae.

### Filogenesi

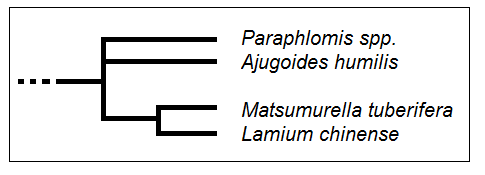
Cladogramma della tribù

Questa tribù di recente circoscrizione contiene il genere Matsumurella le cui specie spesso vengono incluse nel gruppo Galeobdolon (incluso nel genere Lamium). Anche altre tre specie cinesi descritte in Galeobdolon (G. szechuaense C.T. Wu, G. yangsoense Sun e G. kwangtungense C.Y. Wu) potrebbero essere incluse in Matsumurella più che in Lamium (sezione Galeobdolon).
La tribù è sufficientemente monofiletica e all'interno della sottofamiglia Lamioideae si trova in posizione di "gruppo fratello" del clade formato dalle seguenti tribù: Phlomideae, Leonureae, Marrubieae, Lamieae e Leucadeae. Oltre ai generi indicati al clade "Paraphlomideae" appartiene una specie cinese del genere Lamium (L. chinense). Questa, insieme alla specie Matsumurella tuberifera, formano un clade ben supportato.
Il cladogramma a lato, tratto dallo studio citato e semplificato, dimostra la struttura interna della tribù.

### Composizione della tribù
La tribù è formata da 3 generi e 14 specie:
- Ajugoides Makino, 1915 (Una specie: Ajugoides humilis (Miq.) Makino) - Distribuzione: Giappone
- Matsumurella Makino, 1915 (5 specie - vedere il paragrafo "Filogenesi") - Distribuzione: Cina, Taiwan e Giappone
- Paraphlomis  (Prain) Prain, 1908 (8 specie) - Distribuzione: dall'India a Taiwan, Vietnam e Indonesia